# Drosophila itacorubi
Drosophila itacorubi är en tvåvingeart som beskrevs av Jonas S. Döge,  Marco S. Gottschalk och Vera Lúcia S. Valente 2011 i samma artikel som den närbesläktade Drosophila paraitacorubi beskrevs. Arten insamlades vid mangroveträsket Itacorubi i Brasilien.

## Etymologi
Artepitetet itacorubi kommer från typlokalens namn.

## Utseende
Kroppen har gulbrun färg. Artens arista har 5-6 dorsala grenar och 2-3 ventrala grenar.

## Taxonomi och släktskap
Drosophila itacorubi ingår i artgruppen Drosophila peruensis.

## Utbredning
Artens kända utbredningsområde är södra Brasilien.